# Faro de Punta Pechiguera
Der Faro de Punta Pechiguera ist ein Leuchtturm auf der zu Spanien gehörigen Kanarischen Insel Lanzarote.

## Geschichte und Technik
Der Leuchtturm befindet sich an der Südwestspitze Lanzarotes, in der Gemeinde Yaiza an der Meerenge La Bocayna, die Lanzarote von ihrer Nachbarinsel Fuerteventura trennt. 

### Alter Leuchtturm
Der alte, zylindrische Turm war 1866 eingeweiht worden und rund 120 Jahre lang in Betrieb. Er wurde aus vulkanischem Basaltgestein erbaut und erreicht eine Höhe von zehn Metern. Der Entwurf stammt vom auf Gran Canaria geborenen Ingenieur Juan Leòn y Castillo (1834–1912) und von Clavijo y Pou. Das weiße Leuchtfeuer hatte eine Tragweite von zwölf Seemeilen und befand sich 16,5 Meter über dem Meeresspiegel. Das rechteckige Gebäude, das als Sockel des alten Turms dient, beherbergte die Wohnung des Leuchtturmwärters mit drei Räumen, Bad, Küche und Büro.
Die Kanarische Regierung erklärte den alten Leuchtturm am 20. Dezember 2002 zum Kulturgut von besonderem Interesse (Bien de Interés Cultural).

### Neuer Leuchtturm
1986 ist der neue, zylindrische und 50 Meter hohe Leuchtturm direkt neben dem alten errichtet worden. Sein weißes Leuchtfeuer hat eine Tragweite von 17 Seemeilen und eine Feuerhöhe von 54 Meter über dem Meeresspiegel.
Im Jahr 2009 wurde der neue Turm renoviert und mit neuem Anstrich versehen.